# Oshiire

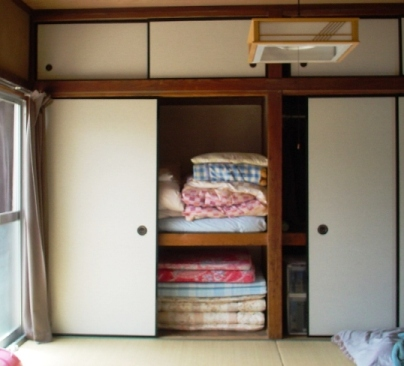
Un oshiire, en el cual se ven futones apilados.

Un oshiire (押し入れ／おしいれ?) es una alacena tradicional japonesa, con puertas generalmente deslizantes. Su propósito original es el de almacenar futones para permitir el uso completo de la habitación durante el día.

## Origen y descripción
Los oshiires son de origen relativamente reciente, ya que aparecieron gradualmente durante la segunda mitad del Período Edo. En el pasado, la mayoría de los japoneses dormían de manera difícil, se agrupaban en la habitación más pequeña de las casas tradicionales de la época, el nando, para mantenerse calientes; se contentaban con la comodidad de poner paja en el suelo, cuando hacía mucho frío, o dormir en sacos de paja. 
La ropa de cama se desarrolló gracias al algodón, cuyo uso se difundió ampliamente en el siglo XVII: en ese momento surgió la necesidad de tener, en la propia casa, una gran área de almacenamiento, al menos para aquellos que podrían pagarla. 
Dado su uso, los oshiires son muy grandes, mucho más grandes que los armarios occidentales que se utilizan principalmente para la ropa. De una manera muy general, un oshiire está cerrado por fusuma (puertas corredizas). En principio, un oshiire es del tamaño de un tatami, y está dividido en dos por el medio.

## Utilización
La palabra Oshi-ire proviene de dos verbos, «osu»　(押す/おす) que significa "presionar" e «iremasu» ( 入れる/いれる) que significa "poner adentro".
Los Oshiires se encuentran en habitaciones de estilo japonés, ya que el futón no se usa en una habitación de estilo occidental.
Por otro lado, no es común que en Japón se deje la ropa de cama en la habitación durante el día: el futón normalmente se extiende fuera para secarse y luego se almacena en el oshiire. Para almacenarlo, nunca se debe rodar el futón, sino doblarlo en tres. Una vez que la ropa de cama está ordenada, la habitación puede usarse para cualquier otra cosa, como entretener a amigos, comer o mirar televisión.
Además del futón, también se usa el oshiire para guardar makura (almohadas), sábanas y mantas, y zabuton (cojines para sentarse).
Finalmente, el oshiire es el escondite favorito de los niños, donde pueden desaparecer en medio de los futones. Como hace referencia en su novela, Nagasaki, publicada en 2010, el escritor Éric Faye, inspirado por un evento real que ocurrió en Japón en 2008, describe el uso del oshiire, por parte de una mujer, para vivir en silencio durante semanas en casas desconocidas sin que las personas que la habitan se percaten de ella.